# 14. etape af Vuelta a España 2021
14. etape af Vuelta a España 2021 er en 159,7 km lang bjergetape, som køres den 28. august 2021 med start i Don Benito og mål i Pico Villuercas.

## Resultater

### Etaperesultat
| \| Etaperesultat \| Etaperesultat \| Etaperesultat \| Etaperesultat \| Etaperesultat \| \| Rytter \| Rytter \| Hold \| Tid \| \| \| ------------- \| ------------------- \| ------------------ \| ------------- \| ------------- \| \| 1. \| Romain Bardet \| Team DSM \| 4t 20' 36" \| \| \| 2. \| Jesús Herrada \| Cofidis \| + 44" \| \| \| 3. \| Jay Vine \| Alpecin-Fenix \| + 44" \| \| \| 4. \| Tom Pidcock \| Ineos Grenadiers \| + 1' 12" \| \| \| 5. \| Clément Champoussin \| AG2R Citroën Team \| + 1' 14" \| \| \| 6. \| Matthew Holmes \| Lotto-Soudal \| + 1' 16" \| \| \| 7. \| Andrej Zejts \| BikeExchange \| + 1' 19" \| \| \| 8. \| Kevin Geniets \| Groupama-FDJ \| + 1' 46" \| \| \| 9. \| Nicolas Prodhomme \| AG2R Citroën Team \| + 2' 04" \| \| \| 10. \| Jan Tratnik \| Bahrain Victorious \| + 2' 15" \| \| |                     |                    |            |
| |                     |                    |            |
| Kilde: ProCyclingStats |                     |                    |            |
| Etaperesultat |                     |                    |            |
| Rytter | Rytter              | Hold               | Tid        |
| 1. | Romain Bardet       | Team DSM           | 4t 20' 36" |
| 2. | Jesús Herrada       | Cofidis            | + 44"      |
| 3. | Jay Vine            | Alpecin-Fenix      | + 44"      |
| 4. | Tom Pidcock         | Ineos Grenadiers   | + 1' 12"   |
| 5. | Clément Champoussin | AG2R Citroën Team  | + 1' 14"   |
| 6. | Matthew Holmes      | Lotto-Soudal       | + 1' 16"   |
| 7. | Andrej Zejts        | BikeExchange       | + 1' 19"   |
| 8. | Kevin Geniets       | Groupama-FDJ       | + 1' 46"   |
| 9. | Nicolas Prodhomme   | AG2R Citroën Team  | + 2' 04"   |
| 10. | Jan Tratnik         | Bahrain Victorious | + 2' 15"   |

### Klassement efter etapen
| \| Samlede stilling \| Samlede stilling \| Samlede stilling \| Samlede stilling \| Samlede stilling \| \| Rytter \| Rytter \| Hold \| Tid \| \| \| ---------------- \| -------------------- \| ---------------------------------- \| ---------------- \| ---------------- \| \| 1. \| Odd Christian Eiking \| Intermarché-Wanty-Gobert Matériaux \| 55t 03' 17" \| \| \| 2. \| Guillaume Martin \| Cofidis \| + 54" \| \| \| 3. \| Primož Roglič \| Jumbo-Visma \| + 1' 36" \| \| \| 4. \| Enric Mas \| Movistar Team \| + 2' 11" \| \| \| 5. \| Miguel Ángel López \| Movistar Team \| + 3' 04" \| \| \| 6. \| Jack Haig \| Bahrain Victorious \| + 3' 35" \| \| \| 7. \| Egan Bernal \| Ineos Grenadiers \| + 4' 21" \| \| \| 8. \| Adam Yates \| Ineos Grenadiers \| + 4' 49" \| \| \| 9. \| Sepp Kuss \| Jumbo-Visma \| + 4' 59" \| \| \| 10. \| Felix Großschartner \| Bora-Hansgrohe \| + 5' 31" \| \| |                      |                                    |             |
| |                      |                                    |             |
| Kilde: ProCyclingStats |                      |                                    |             |
| Samlede stilling |                      |                                    |             |
| Rytter | Rytter               | Hold                               | Tid         |
| 1. | Odd Christian Eiking | Intermarché-Wanty-Gobert Matériaux | 55t 03' 17" |
| 2. | Guillaume Martin     | Cofidis                            | + 54"       |
| 3. | Primož Roglič        | Jumbo-Visma                        | + 1' 36"    |
| 4. | Enric Mas            | Movistar Team                      | + 2' 11"    |
| 5. | Miguel Ángel López   | Movistar Team                      | + 3' 04"    |
| 6. | Jack Haig            | Bahrain Victorious                 | + 3' 35"    |
| 7. | Egan Bernal          | Ineos Grenadiers                   | + 4' 21"    |
| 8. | Adam Yates           | Ineos Grenadiers                   | + 4' 49"    |
| 9. | Sepp Kuss            | Jumbo-Visma                        | + 4' 59"    |
| 10. | Felix Großschartner  | Bora-Hansgrohe                     | + 5' 31"    |

| Pointkonkurrence | Pointkonkurrence | Pointkonkurrence      | Pointkonkurrence | Pointkonkurrence |
| Rytter           | Rytter           | Hold                  | Point            |                  |
| ---------------- | ---------------- | --------------------- | ---------------- | ---------------- |
| 1.               | Fabio Jakobsen   | Deceuninck-Quick Step | 200 point        |                  |
| 2.               | Magnus Cort      | EF Education-Nippo    | 114 point        |                  |
| 3.               | Primož Roglič    | Jumbo-Visma           | 106 point        |                  |
| 4.               | Matteo Trentin   | UAE Team Emirates     | 103 point        |                  |
| 5.               | Alberto Dainese  | Team DSM              | 93 point         |                  |
| 6.               | Michael Matthews | BikeExchange          | 92 point         |                  |
| 7.               | Arnaud Démare    | Groupama-FDJ          | 88 point         |                  |
| 8.               | Romain Bardet    | Team DSM              | 70 point         |                  |
| 9.               | Enric Mas        | Movistar Team         | 69 point         |                  |
| 10.              | Andrea Bagioli   | Deceuninck-Quick Step | 69 point         |                  |

| Pointkonkurrence | Pointkonkurrence | Pointkonkurrence      | Pointkonkurrence | Pointkonkurrence |
| Rytter           | Rytter           | Hold                  | Point            |                  |
| ---------------- | ---------------- | --------------------- | ---------------- | ---------------- |
| 1.               | Fabio Jakobsen   | Deceuninck-Quick Step | 200 point        |                  |
| 2.               | Magnus Cort      | EF Education-Nippo    | 114 point        |                  |
| 3.               | Primož Roglič    | Jumbo-Visma           | 106 point        |                  |
| 4.               | Matteo Trentin   | UAE Team Emirates     | 103 point        |                  |
| 5.               | Alberto Dainese  | Team DSM              | 93 point         |                  |
| 6.               | Michael Matthews | BikeExchange          | 92 point         |                  |
| 7.               | Arnaud Démare    | Groupama-FDJ          | 88 point         |                  |
| 8.               | Romain Bardet    | Team DSM              | 70 point         |                  |
| 9.               | Enric Mas        | Movistar Team         | 69 point         |                  |
| 10.              | Andrea Bagioli   | Deceuninck-Quick Step | 69 point         |                  |

| Bjergkonkurrence | Bjergkonkurrence | Bjergkonkurrence                   | Bjergkonkurrence | Bjergkonkurrence |
| Rytter           | Rytter           | Hold                               | Point            |                  |
| ---------------- | ---------------- | ---------------------------------- | ---------------- | ---------------- |
| 1.               | Romain Bardet    | Team DSM                           | 50 point         |                  |
| 2.               | Damiano Caruso   | Bahrain Victorious                 | 31 point         |                  |
| 3.               | Michael Storer   | Team DSM                           | 17 point         |                  |
| 4.               | Pavel Sivakov    | Ineos Grenadiers                   | 16 point         |                  |
| 5.               | Jack Haig        | Bahrain Victorious                 | 15 point         |                  |
| 6.               | Primož Roglič    | Jumbo-Visma                        | 12 point         |                  |
| 7.               | Kenny Elissonde  | Trek-Segafredo                     | 11 point         |                  |
| 8.               | Rein Taaramäe    | Intermarché-Wanty-Gobert Matériaux | 10 point         |                  |
| 9.               | Sepp Kuss        | Jumbo-Visma                        | 9 point          |                  |
| 10.              | Magnus Cort      | EF Education-Nippo                 | 8 point          |                  |

| Bjergkonkurrence | Bjergkonkurrence | Bjergkonkurrence                   | Bjergkonkurrence | Bjergkonkurrence |
| Rytter           | Rytter           | Hold                               | Point            |                  |
| ---------------- | ---------------- | ---------------------------------- | ---------------- | ---------------- |
| 1.               | Romain Bardet    | Team DSM                           | 50 point         |                  |
| 2.               | Damiano Caruso   | Bahrain Victorious                 | 31 point         |                  |
| 3.               | Michael Storer   | Team DSM                           | 17 point         |                  |
| 4.               | Pavel Sivakov    | Ineos Grenadiers                   | 16 point         |                  |
| 5.               | Jack Haig        | Bahrain Victorious                 | 15 point         |                  |
| 6.               | Primož Roglič    | Jumbo-Visma                        | 12 point         |                  |
| 7.               | Kenny Elissonde  | Trek-Segafredo                     | 11 point         |                  |
| 8.               | Rein Taaramäe    | Intermarché-Wanty-Gobert Matériaux | 10 point         |                  |
| 9.               | Sepp Kuss        | Jumbo-Visma                        | 9 point          |                  |
| 10.              | Magnus Cort      | EF Education-Nippo                 | 8 point          |                  |

| Ungdomskonkurrence | Ungdomskonkurrence       | Ungdomskonkurrence     | Ungdomskonkurrence | Ungdomskonkurrence |
| Rytter             | Rytter                   | Hold                   | Tid                |                    |
| ------------------ | ------------------------ | ---------------------- | ------------------ | ------------------ |
| 1.                 | Egan Bernal              | Ineos Grenadiers       | 55t 07' 38"        |                    |
| 2.                 | Aleksandr Vlasov         | Astana-Premier Tech    | + 1' 43"           |                    |
| 3.                 | Gino Mäder               | Bahrain Victorious     | + 2' 26"           |                    |
| 4.                 | Juan Pedro López         | Trek-Segafredo         | + 5' 47"           |                    |
| 5.                 | Rémy Rochas              | Cofidis                | + 22' 08"          |                    |
| 6.                 | Clément Champoussin      | AG2R Citroën Team      | + 31' 43"          |                    |
| 7.                 | Steff Cras               | Lotto-Soudal           | + 36' 21"          |                    |
| 8.                 | Jefferson Alveiro Cepeda | Caja Rural-Seguros RGA | + 44' 39"          |                    |
| 9.                 | Gotzon Martín            | Euskaltel-Euskadi      | + 58' 04"          |                    |
| 10.                | Pavel Sivakov            | Ineos Grenadiers       | + 1t 05' 25"       |                    |

| Ungdomskonkurrence | Ungdomskonkurrence       | Ungdomskonkurrence     | Ungdomskonkurrence | Ungdomskonkurrence |
| Rytter             | Rytter                   | Hold                   | Tid                |                    |
| ------------------ | ------------------------ | ---------------------- | ------------------ | ------------------ |
| 1.                 | Egan Bernal              | Ineos Grenadiers       | 55t 07' 38"        |                    |
| 2.                 | Aleksandr Vlasov         | Astana-Premier Tech    | + 1' 43"           |                    |
| 3.                 | Gino Mäder               | Bahrain Victorious     | + 2' 26"           |                    |
| 4.                 | Juan Pedro López         | Trek-Segafredo         | + 5' 47"           |                    |
| 5.                 | Rémy Rochas              | Cofidis                | + 22' 08"          |                    |
| 6.                 | Clément Champoussin      | AG2R Citroën Team      | + 31' 43"          |                    |
| 7.                 | Steff Cras               | Lotto-Soudal           | + 36' 21"          |                    |
| 8.                 | Jefferson Alveiro Cepeda | Caja Rural-Seguros RGA | + 44' 39"          |                    |
| 9.                 | Gotzon Martín            | Euskaltel-Euskadi      | + 58' 04"          |                    |
| 10.                | Pavel Sivakov            | Ineos Grenadiers       | + 1t 05' 25"       |                    |

| Holdkonkurrence | Holdkonkurrence                    | Holdkonkurrence | Holdkonkurrence |
| Hold            | Hold                               | Tid             |                 |
| --------------- | ---------------------------------- | --------------- | --------------- |
| 1.              | Ineos Grenadiers                   | 165t 08' 21"    |                 |
| 2.              | UAE Team Emirates                  | + 5' 20"        |                 |
| 3.              | Bahrain Victorious                 | + 6' 51"        |                 |
| 4.              | Movistar Team                      | + 15' 26"       |                 |
| 5.              | Jumbo-Visma                        | + 20' 14"       |                 |
| 6.              | Trek-Segafredo                     | + 32' 17"       |                 |
| 7.              | Intermarché-Wanty-Gobert Matériaux | + 41' 12"       |                 |
| 8.              | AG2R Citroën Team                  | + 48' 47"       |                 |
| 9.              | Astana-Premier Tech                | + 58' 38"       |                 |
| 10.             | Cofidis                            | + 1t 01' 45"    |                 |

| Holdkonkurrence | Holdkonkurrence                    | Holdkonkurrence | Holdkonkurrence |
| Hold            | Hold                               | Tid             |                 |
| --------------- | ---------------------------------- | --------------- | --------------- |
| 1.              | Ineos Grenadiers                   | 165t 08' 21"    |                 |
| 2.              | UAE Team Emirates                  | + 5' 20"        |                 |
| 3.              | Bahrain Victorious                 | + 6' 51"        |                 |
| 4.              | Movistar Team                      | + 15' 26"       |                 |
| 5.              | Jumbo-Visma                        | + 20' 14"       |                 |
| 6.              | Trek-Segafredo                     | + 32' 17"       |                 |
| 7.              | Intermarché-Wanty-Gobert Matériaux | + 41' 12"       |                 |
| 8.              | AG2R Citroën Team                  | + 48' 47"       |                 |
| 9.              | Astana-Premier Tech                | + 58' 38"       |                 |
| 10.             | Cofidis                            | + 1t 01' 45"    |                 |